# الاحتجاجات الروسية 2021
الاحتجاجات الروسية 2021 هي احتجاجات بدأت في 23 يناير 2021 دعمًا لزعيم المعارضة المعتقل أليكسي نافالني المعارض للرئيس الروسي فلاديمير بوتين، ودعمًا لإطلاق فيلم قصر بوتين.
في اليوم الأول، نُظمت احتجاجات في 198 بلدة ومدينة عبر روسيا في واحدة من أكبر المظاهرات المناهضة للحكومة منذ احتجاجات 2011-2013 ضد نتائج الانتخابات التشريعية في 2011 وإعادة انتخاب بوتين في 2012. قوبلت الاحتجاجات، التي لم توافق عليها السلطات، بقمع الشرطة، واعتقال الآلاف. نتيجة لذلك، أعلن فريق نافالني تعليق احتجاجات الشوارع في 4 فبراير، مشيرًا إلى أنهم سيركزون على الانتخابات التشريعية التي ستُجرى في وقت لاحق من العام، ثم أعلنوا لاحقًا عن التحول من احتجاجات الشوارع إلى احتجاجات الفناء، لتجنب المواجهة المباشرة مع الشرطة. ردًا على تدهور صحة نافالني أثناء وجوده في السجن، نُظمت احتجاجات في الشوارع مرة أخرى في 21 أبريل للمرة الأخيرة.
على الرغم من الاحتجاجات، حُكم على نافالني بالسجن لمدة ثلاث سنوات ونصف مع وقف التنفيذ في 2 فبراير. في أعقاب الاحتجاجات، طلب مكتب المدعي العام في موسكو رسميًا في 16 أبريل من محكمة مدينة موسكو تصنيف المنظمات المرتبطة بنافالني بما في ذلك مكتب التحقيقات الفيدرالي ومقره كمنظمات متطرفة، مدعيًا: «تحت ستار الشعارات الليبرالية، تشارك هذه المنظمات في تهيئة الظروف من أجل زعزعة استقرار الوضع الاجتماعي والاجتماعي والسياسي». في 9 يونيو، صنفت محكمة مدينة موسكو المنظمات على أنها متطرفة.

## الخلفية

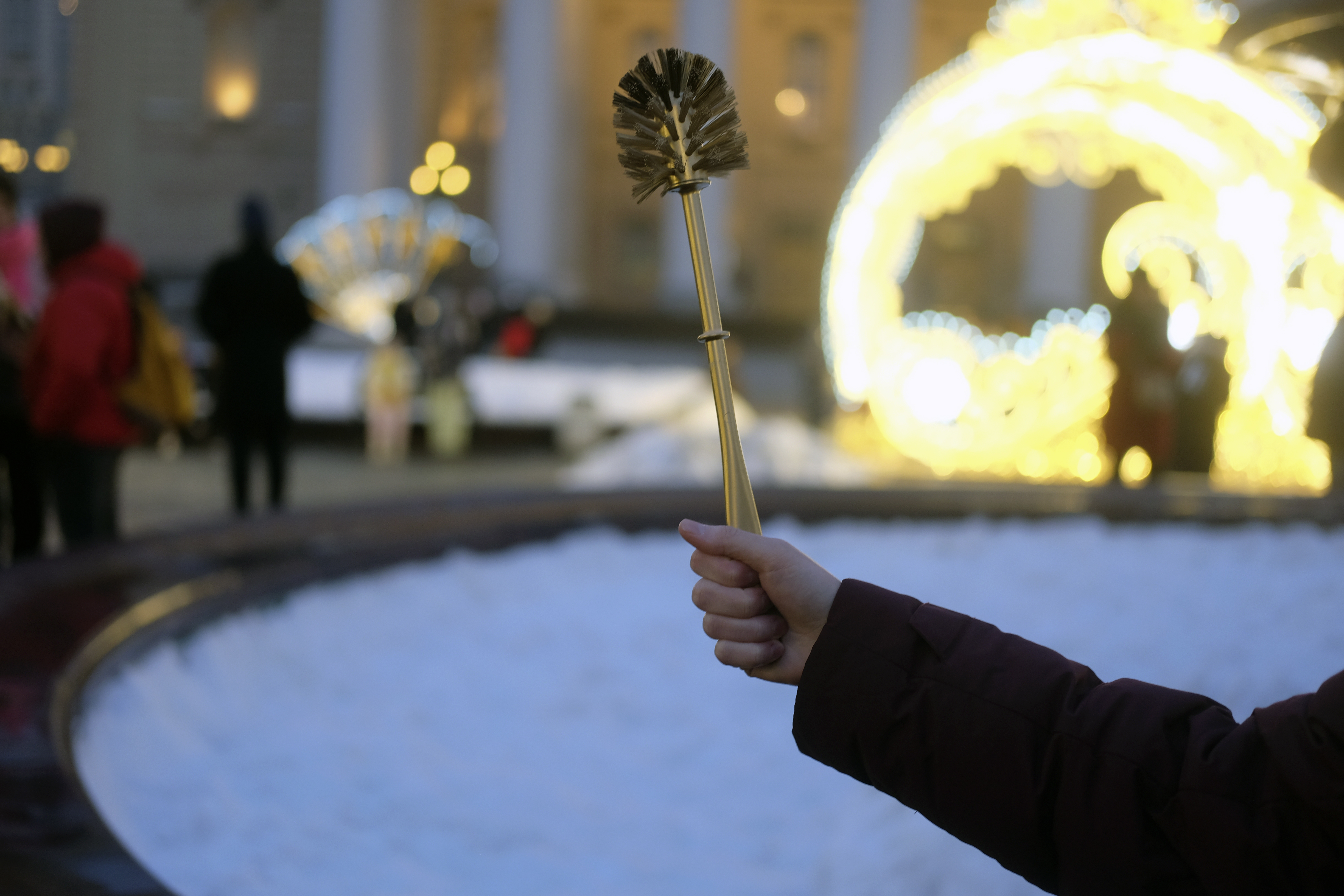
فرشاة المرحاض الذهبية – رمز الاحتجاج

في 20 أغسطس 2020، نُقل نافالني إلى المستشفى في حالة خطيرة بعد إصابته بغاز أعصاب أثناء رحلة من تومسك إلى موسكو. أُجلي طبيا إلى برلين وخرج من المستشفى في 22 سبتمبر. تأكّد استخدام غاز الأعصاب Novichok من قبل منظمة حظر الأسلحة الكيميائية (OPCW). على الرغم من أن الكرملين نفى تورطه في تسميمه، قام الاتحاد الأوروبي والمملكة المتحدة بفرض عقوبات على ستة من كبار المسؤولين الروس ومركز كيميائي تابع للدولة. واتهم نافالني الرئيس فلاديمير بوتين بالمسؤولية عن تسممه. أشار تحقيق أجراه بيلنجكات وذا إنسايدر إلى تورط عملاء من جهاز الأمن الفيدرالي الروسي (FSB) في تسميم نافالني.
في 17 يناير 2021، عاد نافالني إلى روسيا، حيث اعتقل على الفور بتهمة انتهاك شروط عقوبة السجن مع وقف التنفيذ. قبل عودته، قالت دائرة السجون الفيدرالية (FSIN) إن نافالني قد يواجه عقوبة السجن عند وصوله إلى موسكو لانتهاكه شروط اطلاق سراحه، قائلة إنه سيكون «ملزمًا» باحتجازه بمجرد عودته؛ وكان نافالني قد تلقى حكماً مع وقف التنفيذ في عام 2014 في قضية إيف روشيه، والتي وصفها بأنها ذات دوافع سياسية، وفي عام 2017، قضت المحكمة الأوروبية لحقوق الإنسان بأن نافالني أدين ظلماً. وقالت لجنة التحقيق الروسية أيضًا إنها تحقق مع نافالني في مزاعم الاحتيال.
في 18 يناير، أمرت المحكمة باحتجاز نافالني حتى 15 فبراير لانتهاكه الإفراج المشروط عنه. وشكلت محكمة مؤقتة في مركز الشرطة ونافالني قيد الاحتجاز. وستُعقد جلسة استماع أخرى في 29 يناير لتحديد ما إذا كان ينبغي استبدال حكمه مع وقف التنفيذ بسجنه. ووصف نافالني الإجراء بأنه «فوضى مطلقة». كما دعا أنصاره إلى النزول إلى الشوارع قائلاً: «لا تسكتوا. قاوموا. انزلوا إلى الشوارع - ليس من أجلي بل من أجلكم». قال رئيس شبكة نافالني الإقليمية، ليونيد فولكوف، إن الاستعدادات جارية لتنظيم الاحتجاجات في جميع أنحاء البلاد في 23 يناير.
في 19 يناير، أثناء وجوده في السجن، نُشر تحقيق أجراه نافالني ومؤسسة مكافحة الفساد التابعة له، متهمًا فيه بوتين بالفساد. كما حث الفيديو الناس على النزول إلى الشوارع. قبل بدء الاحتجاجات، حصد الفيديو أكثر من 60 مليون مشاهدة على موقع يوتيوب.
في 20 كانون الثاني (يناير)، طالبت منظمة مراقبة الاتصالات الحكومية Roskomnadzor شبكات التواصل الاجتماعي فكونتاكتي (VK) وتيك توك بوقف نشر الدعوات إلى الاحتجاجات. لكن لم يجري التحقق من صحة المكالمات.
في 21 يناير، بدأت الشرطة في اعتقال العديد من مساعدي وحلفاء نافالني، بما في ذلك ليوبوف سوبول. سُجن العديد أو جرى تغريمهم، وأُطلق سراح سوبول. كما هددت وزارة الداخلية بمحاكمة أولئك الذين يروجون دعوات للانضمام إلى الاحتجاجات. كما أمر مكتب المدعي العام الرقيب، روسكومنادزور، بمنع الوصول إلى الصفحات التي تدعو للاحتجاجات.
في 22 يناير، أصدرت المديرية الرئيسية بوزارة الداخلية في موسكو بيانًا تحذر فيه من الدعوات للاحتجاجات أو المشاركة فيها. وذكرت أن أي محاولات لتنظيم أحداث غير مصرح بها وكذلك «أعمال استفزازية من قبل المشاركين» ستُعتبر «تهديدًا للنظام العام» و«ستقمعها على الفور». بدأت شبكات التواصل الاجتماعي في إزالة المعلومات حول الاحتجاجات. ومنع موقع فكونتاكتي من الوصول إلى عدد من الصفحات الخاصة بالاحتجاجات، حيث ذكرت الصفحات أنه جرى حظره بناءً على متطلبات مكتب المدعي العام. ذكرت Roskomnadzor أيضًا أن فكونتاكتي وإنستغرام وتيك توك ويوتيوب حظروا بعض المحتوى الذي يتضمن «دعوات للأطفال للمشاركة في أحداث جماعية غير قانونية». ومع ذلك، عارض فيسبوك ويوتيوب هذا الادعاء، وقالت شركة فيسبوك إنها «تلقت طلبات من المنظم المحلي لتقييد الوصول إلى محتوى معين يدعو للاحتجاج. ونظرًا لأن هذا المحتوى لا ينتهك معايير المجتمع الخاصة بنا، فإنه يظل على منصتنا».

## الأحداث

### 23 يناير
وقعت الاحتجاجات في 23 يناير في أكثر من 100 بلدة ومدينة عبر روسيا.
وقدرت رويترز أن 40 ألف متظاهر على الأقل تجمعوا في موسكو. أعطت السلطات تقديرًا لـ 4000 مشارك فقط، بينما تضمنت التقديرات الأخرى 15000 و25000 مشارك. وبدأت شرطة مكافحة الشغب في المدينة في تفريق الاحتجاج واحتجاز المشاركين قبل الموعد المقرر لبدءها. احتجزت الشرطة يوليا نافالنايا زوجة أليكسي نافالني فور خروجها من محطة مترو تيترالنايا في موسكو؛ وأطلق سراحها بعد احتجازها لمدة 3 ساعات. واندلعت اشتباكات بين الشرطة والمتظاهرين. وذكرت وسائل إعلام رسمية أن حوالي 40 شرطيا أصيبوا. وقالت لجنة التحقيق إنها فتحت تحقيقا في حوادث عنف ضد الشرطة.
وفقًا لـ نوفيا جازيتا، تجمع ما يصل إلى 3000 متظاهر في فلاديفوستوك، وحوالي 1000 متظاهر في خاباروفسك، وسار حوالي 10000 متظاهر على طول الشارع الرئيسي في نيجني نوفغورود.
وفقًا لموقع Tayga.info، تجمع ما يصل إلى 4000 متظاهر في نوفوسيبيرسك، وفضت الشرطة المظاهرة مستخدمة القوة. وفقًا لـ OVD-Info، اعتقل أكثر من 100 شخص في المدينة. تراوحت تقديرات عدد المتظاهرين في يكاترينبورغ بين 5000 و11000. اندلعت اشتباكات بين الشرطة والمتظاهرين، حيث ورد أن الضباط استهدفوا بكرات الثلج وقنابل الدخان. تراوحت تقديرات عدد المتظاهرين في بيرم بين 3000 و10000.
في بعض المدن الروسية، كان هناك انقطاع في الإنترنت وشبكات الهاتف المحمول. جرى الإبلاغ عن مشاكل الاتصال في مدن من بينها موسكو، وسانت بطرسبرغ، وكراسنودار، وتيومن، وتشيليابينسك، وإيكاترينبرج، وفورونيج، وروستوف أون دون وساراتوف. أبلغ مستخدمو Twitter في روسيا أيضًا عن مشاكل في الوصول إلى الشبكة. حتى الساعة 23:30 (بتوقيت موسكو)، جرى اعتقال 3068 شخصًا في جميع أنحاء البلاد من بينهم أكثر من 1100 في موسكو، وفقًا لـ OVD-Info. وقال ليونيد فولكوف مساعد نافالني إن فريق نافالني يعتزم تنظيم احتجاجات نهاية الأسبوع المقبل. وبحسب بي بي سي، فقد اندلعت احتجاجات في 112 مدينة روسية.
| المدينة              | عدد المشاركين   | عدد المعتقلين | أماكن في المدينة |
| -------------------- | --------------- | ------------- | --- |
| أباكان               | -               | 2             | |
| ألميتيفسك            | -               | 3             | |
| أرخانغلسك            | 100—300         | 5             | ميدان اتحاد التجارة |
| Balashikha           | -               | 1             | |
| بارناول              | -               | 19            | |
| بيلغورود             | -               | 2             | |
| Biysk                | -               | 9             | |
| بلاغوفيشتشينسك       | -               | 13            | |
| Bor                  | -               | 1             | |
| براتسك               | -               | 1             | |
| فيليكي لوكي          | -               | 7             | |
| فيليكي نوفغورود      | -               | 6             | |
| فلاديفوستوك          | 3000            | 35            | |
| Vladimir             | -               | 1             | |
| فورونيج              | -               | 2             | |
| يكاترينبورغ          | 10000           | 7—14          | |
| إيفانوفو             | 500—600         | 1             | شارع لينين |
| إيجيفسك              | 1000—1500       | 6             | الميدان المركزي |
| إيركوتسك             | -               | 3             | |
| قازان                | 10000           | 52            | شارع بومان، بلاك ليك بارك، ميدان الحرية |
| كيميروفو             | -               | 4             | |
| كيمري                | -               | 1             | |
| Klin                 | -               | 1             | |
| كومسومولسك-نا-أموري  | -               | 23            | |
| كراسنويارسك          | 1000—1500       | 46            | |
| كراسنودار            | 4000—6000       | 18            | شارع أحمر |
| كورغان               | -               | 15            | |
| ليبيتسك              | 1000            | 11            | ساحة النصر، ساحة بيتر الأكبر، ساحة كاتدرائية لينين |
| مغنيتاغورسك          | -               | 0             | |
| محج قلعة             | -               | 13            | |
| موسكو                | At least 40,000 | 937           | ميدان تروبنايا، شارع Strastnoy، ميدان بوشكينسكايا، شارع تفرسكايا، شارع بيتروفكا، ميدان Trubnaya، Strastnoy Boulevard، ميدان Pushkinskaya، شارع Tverskaya، شارع Petrovka |
| ماغادان              | 150             | -             | Сквер 60-летия (за театром) |
| نابريجنيي تشلني      | 500—600         | 22            | شارع حسن طوفان |
| نيجنفارتوفسك         | 30              | 7             | |
| نيجني نوفغورود       | 10000           | 36            | ميدان مينين وبوزارسكي، شارع بولشايا بوكروفسكايا |
| نيجنيايا تورا        | -               | 1             | |
| نوفوموسكوفسك         | -               | 1             | ساحة المدينة |
| نوفوسيبيرسك          | -               | 90            | |
| أومسك                | -               | 12            | |
| أورينبورغ            | -               | 14            | |
| بينزا                | -               | 9             | ساحة لينين |
| بيتروزوفودسك         | -               | 10 — 23       | |
| بسكوف                | -               | 11            | |
| بوشتشينو             | -               | 3             | |
| روستوف على نهر الدون | 3000            | 50            | شارع بوشكينسكايا، شارع بولشايا سادوفايا |
| رايبانسك             | -               | 2             | |
| ريازان               | -               | 3             | ساحة النصر، ساحة لينين |
| سانت بطرسبرغ         | 30000           | 378           | ميدان مجلس الشيوخ، شارع أدميرالتيسكي، نيفسكي بروسبكت، ميدان مارس، ميدان فوستانيا                                                                                        |
| سامارا (روسيا)       | 2000—3000       | 45            | ساحة المجد، ساحة أبطال الجيش الحادي والعشرين |
| ساراتوف              | 1000—1500       | 0             | شارع كيروف، ساحة المسرح |
| سيفاستوبول           | 200             | 6             | |
| سفرودفنسك            | 100—200         | 2             | |
| سرغيايف بوساد        | -               | 1             | |
| سيمفروبول            | -               | 8             | |
| سمولينسك             | -               | -             | |
| سوتشي                | 200—300         | 2—5           | ساحة العلم |
| سورغوت               | 30              | 4             | |
| سيكتيفكار            | 1000            | -             | |
| تاريوسا              | -               | 1             | |
| تفير                 | -               | 3             | |
| توبولسك              | -               | 3             | |
| تولياتي              | -               | 3             | |
| تومسك                | 2000            | 4             | |
| تولا                 | 200             | 15            | |
| تيومين               | 1000—1500       | 4             | الساحة المركزية |
| أولان-أودي           | -               | 4             | |
| أوليانوفسك           | -               | 3             | |
| أوست-إيليمسك         | -               | 4             | |
| أوفا                 | -               | 12            | |
| أويار                | -               | 1             | |
| خاباروفسك            | 1000— 1500      | 28            | |
| خانتي-مانسييسك       | 20              | 0             | |
| خولمسك               | -               | 0             | |
| تشيريبوفيتس          | 450             | 0             | |
| تشيتا                | -               | 2             | |
| يوجنو-ساخالينسك      | -               | 14            | |
| ياكوتسك              | -               | 30            | |
| إجمالي               | -               | 2662          | |

#### في دول أخرى
كما نظمت الاحتجاجات في مدن حول العالم، مثل برلين وميونيخ وبراغ وكراكوف وهلسنكي ولندن وتالين لاهاي وفيينا وتل أبيب وكوبنهاغن وطوكيو وغيرها.
في لاهاي بهولندا، تجمع حوالي 250 شخصًا في مسيرة.
في برلين بألمانيا تجمع حوالي 1000 متظاهر في مسيرة.
في تل أبيب، تشير التقديرات إلى تجمع ما بين 1500 و2000 شخص في مسيرة بالقرب من السفارة الروسية. بسبب القيود المتعلقة بـ COVID، طلب المنظمون من الحشد التفرق. ثم تقدم عدة مئات من المتظاهرين باتجاه السفارة الروسية. وتشير التقديرات إلى أن 600 إلى 1000 متظاهر آخرين قد تجمعوا في مسيرة في حيفا.
في كوبنهاغن، الدنمارك، تجمع حوالي 150 شخصًا أمام السفارة الروسية.
في ستوكهولم بالسويد تجمع حوالي 80 شخصا خارج السفارة الروسية. في جوتنبرج، تجمع حوالي 20 شخصًا خارج القنصلية الروسية.

## ردود الفعل

### دوليًا
ندد وزير الخارجية البريطاني دومينيك راب بـ «استخدام السلطات الروسية للعنف ضد المتظاهرين السلميين والصحفيين»، كما دعا الحكومة الروسية إلى «إطلاق سراح المواطنين المعتقلين خلال المظاهرات السلمية». وقالت وزارة الخارجية البريطانية في بيان لها إنها «قلقة للغاية من اعتقال المتظاهرين السلميين» وإنها تواصل «مراقبة الوضع عن كثب».
وقال المتحدث باسم الخارجية الأمريكية نيد برايس: «ندعو السلطات الروسية إلى الإفراج عن جميع المعتقلين بسبب ممارستهم حقوقهم العالمية».

### المحلية
اتهم المتحدث باسم الكرملين ديمتري بيسكوف الولايات المتحدة بالتدخل في الشؤون الداخلية الروسية. أرسلت السفارة الأمريكية تحذيرًا للمواطنين الأمريكيين بعدم التواجد في مكان الاحتجاجات في موسكو، وانتقد مسؤولون أمريكيون حملة الشرطة. وقلل بيسكوف من حجم الاحتجاجات، قائلًا إن «قلة من الناس خرجوا» وأن «كثيرًا من الناس يصوتون لبوتين». استدعت وزارة الخارجية الروسية السفير الأمريكي بسبب آرائهم تجاه المظاهرات. أفيد أن نائب وزير الخارجية سيرجي ريابكوف أبلغ السفير الأمريكي جون سوليفان أن روسيا تعتبر التنبيهات «تدخلًا مباشرًا في الشؤون الداخلية لبلدنا». بعد بدء الاحتجاجات في 31 يناير، اتهمت وزارة الخارجية الولايات المتحدة مرة أخرى بالتدخل في الشؤون الداخلية الروسية.
قال الرئيس فلاديمير بوتين، بعد سؤاله عن رأيه حول الاحتجاجات خلال مؤتمر عبر الفيديو مع الطلاب في يوم الطلاب، إن «لكل فرد الحق في التعبير عن وجهة نظره ضمن الإطار القانوني. وأي شيء خارج القانون لا يأتي بنتائج عكسية فحسب، بل أيضًا خطيرة».
وصف رئيس أركان نافالني، ليونيد فولكوف، الاحتجاجات بأنها «انتصار على الخوف» و«حركة وطنية حقيقية توحد مجموعة واسعة من الناس». وقال أيضًا «لسنا منشقين» و«نقاتل من أجل الأغلبية السياسية».

## استطلاعات الرأي
وفقًا لاستطلاع أجراه مركز ليفادا في الفترة من 29 يناير حتى 2 فبراير 2021، تبين أن 21% من المستطلعين الروس تابعوا الاحتجاجات عن كثب، وقال 59% إنهم سمعوا عنها، و19% لم يسمعوا عنها شيئًا. شعر 22% بالإيجابية تجاه الاحتجاجات، و37% بالحياد، وشعر 39% بالسلبية. قال 45% و43% من المستجيبين أنهم توقعوا مزيدًا من النمو في النشاط الاحتجاجي بمطالب سياسية أو مطالب اقتصادية، على التوالي، وهي أعلى نسبة منذ عام 1998. ومع ذلك، أعرب 15% و17% فقط عن استعدادهم للمشاركة في الاحتجاجات السياسية أو الاحتجاجات الاقتصادية، على التوالي. شكل ذلك انخفاضًا مقارنة بآخر استطلاع في نوفمبر 2020.
وفقًا لاستطلاع أجراه نفس الأشخاص في 13 مايو 2021، قال 11% من المستجيبين الروس إنهم تابعوا احتجاجات 21 أبريل عن كثب، و61% إنهم سمعوا عنها، و28% إنهم لم يسمعوا شيئًا عنها. كان لدى 16% من المستجيبين مواقف إيجابية تجاه احتجاجات 21 أبريل، وكان موقف 42% منهم محايدًا، و39% سلبيًا.

### الالتماسات
قدمت منظمة حقوق الإنسان OVD-Info التماسًا ضد خطة «الحصن»، التي اتبعتها الشرطة من أجل حظر زيارات «الأشخاص غير المرخص لهم» إلى قسم الشرطة، والتي بدورها تمنع الاجتماع المباشر للمحامين مع موكليهم.
قُدّمت العديد من الالتماسات بما في ذلك صحيفة نوفايا غازيتا ومنظمة العفو الدولية للمطالبة بإطلاق سراح نافالني. طالب التماس قدمته صحيفة نوفايا غازيتا بتعديل قانون التجمعات والمظاهرات بما يتوافق مع دستور الاتحاد الروسي لضمان حق المواطنين في التجمع السلمي. وقع أكثر من 200 ألف شخص على الالتماس المقدم من نوفايا غازيتا للمطالبة بالإفراج عن نافالني، بما في ذلك العديد من المشاهير والشخصيات العامة. نشرت منظمة العفو الدولية طلب مساعدة جماعية في مناشدات كتابية من أجل تحقيق العدالة في قضية مارجريتا يودينا، التي تعرضت للضرب أثناء الاحتجاج. قدم الحزب الليبرالي التماسات لتقديم المسؤول الأمني الذي ارتكب أعمال العنف إلى العدالة. أرسلت منظمة العفو الدولية عريضة وقعها أكثر من 200 ألف شخص إلى الكرملين.
بالإضافة إلى ذلك، قُدّمت العديد من الالتماسات للمطالبة بالإفراج عن المتظاهر الشيشاني سعيد مجوميد جومايف، الذي اشتبك مع قوات الأمن في موسكو.
قدمت مارينا ليتفينينكو، زوجة ألكسندر ليتفينينكو، عريضة تطالب بمنح جائزة نوبل للسلام إلى أليكسي نافالني.

## معرض الصور

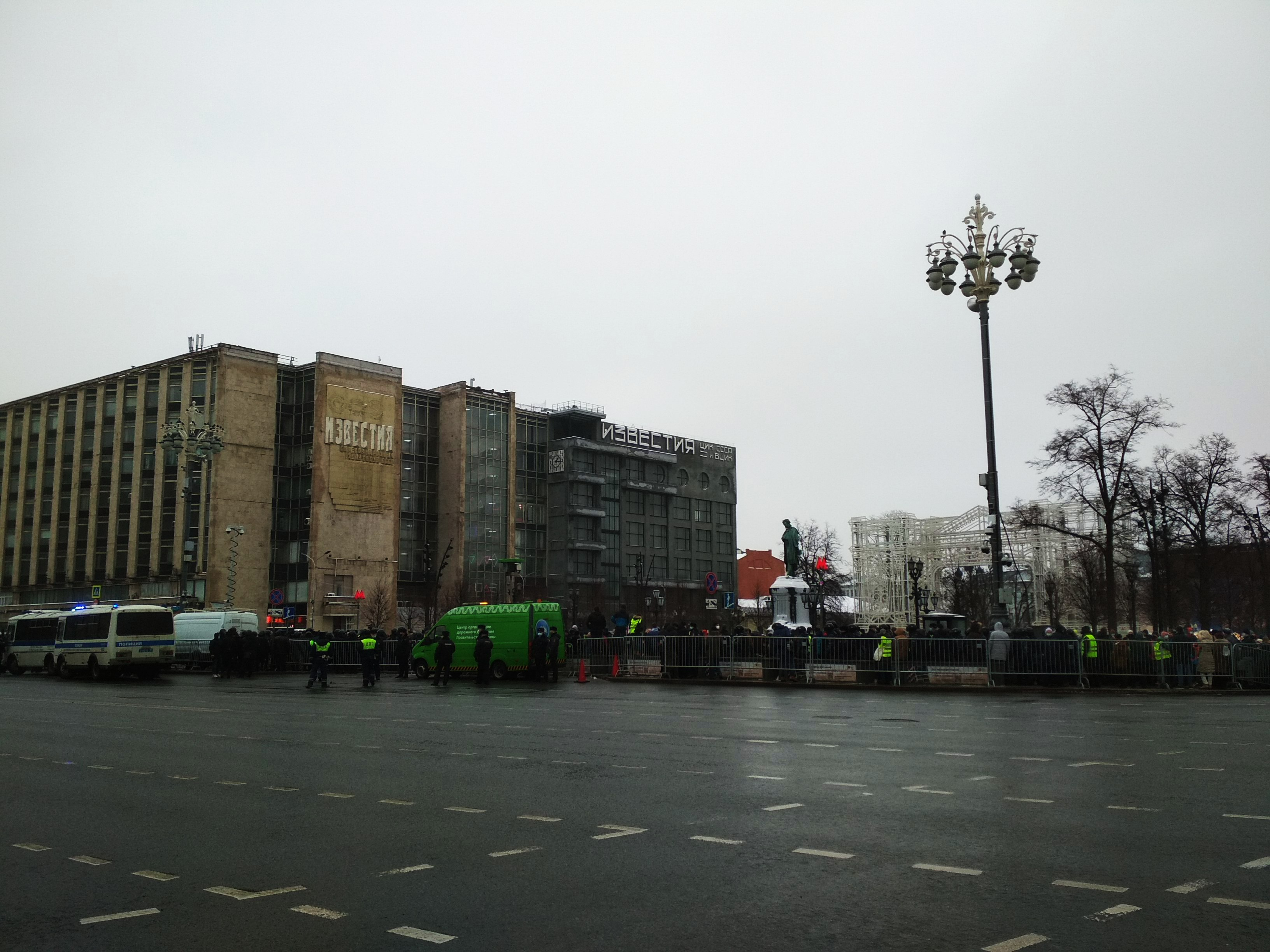
ساحة بوشكينسكايا، موسكو
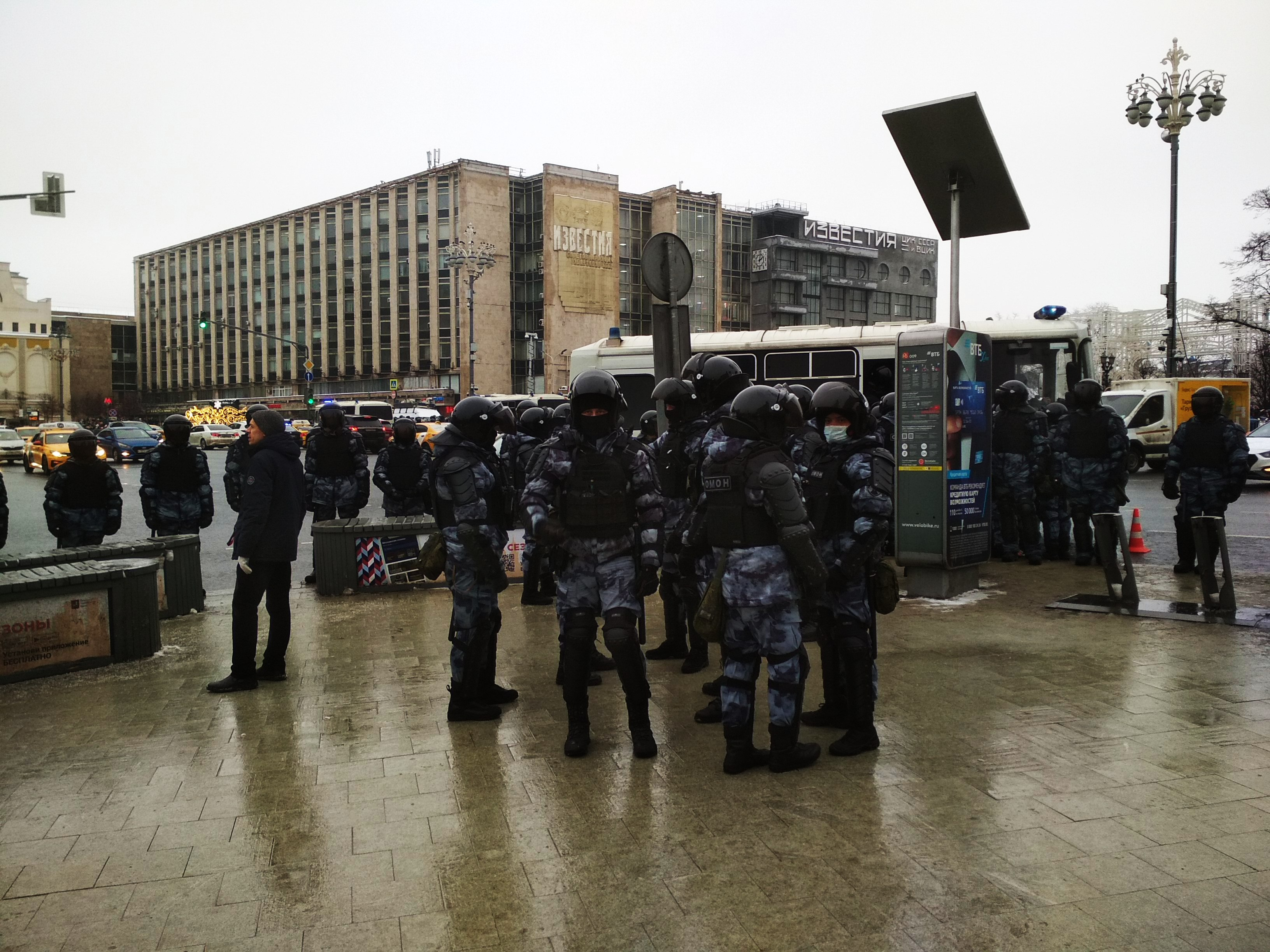
ساحة بوشكينسكايا
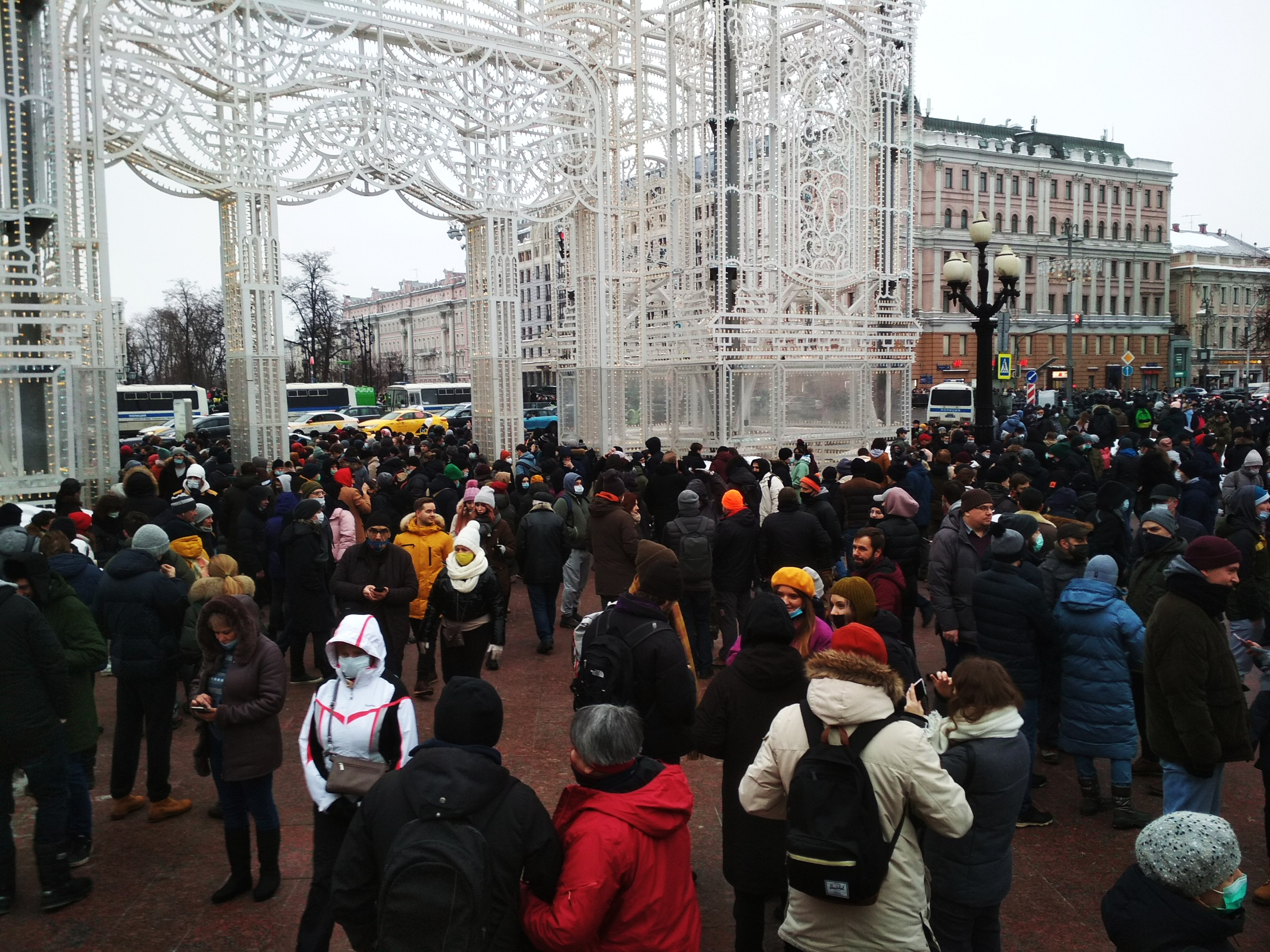
ساحة بوشكينسكايا
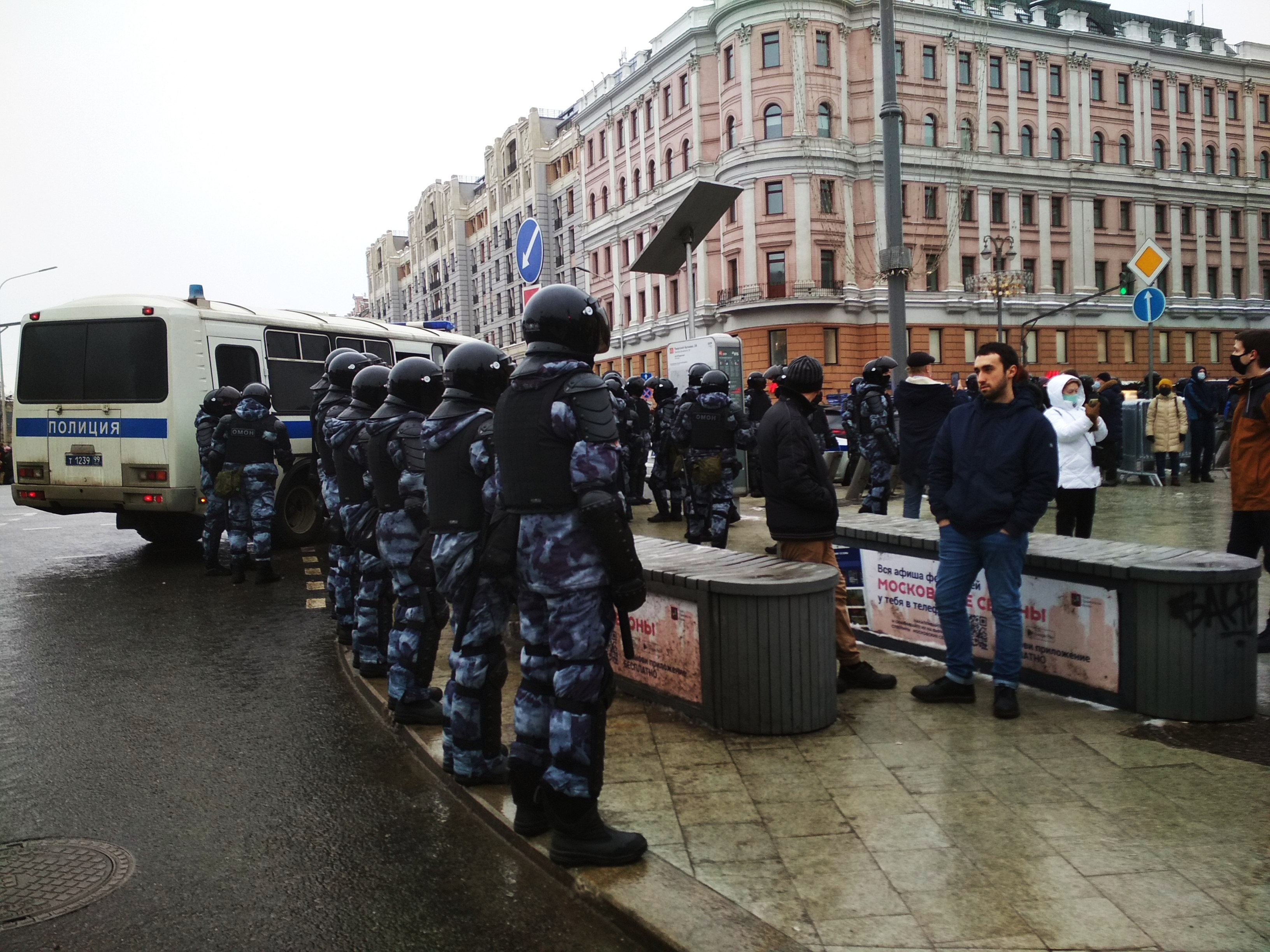
ساحة بوشكينسكايا
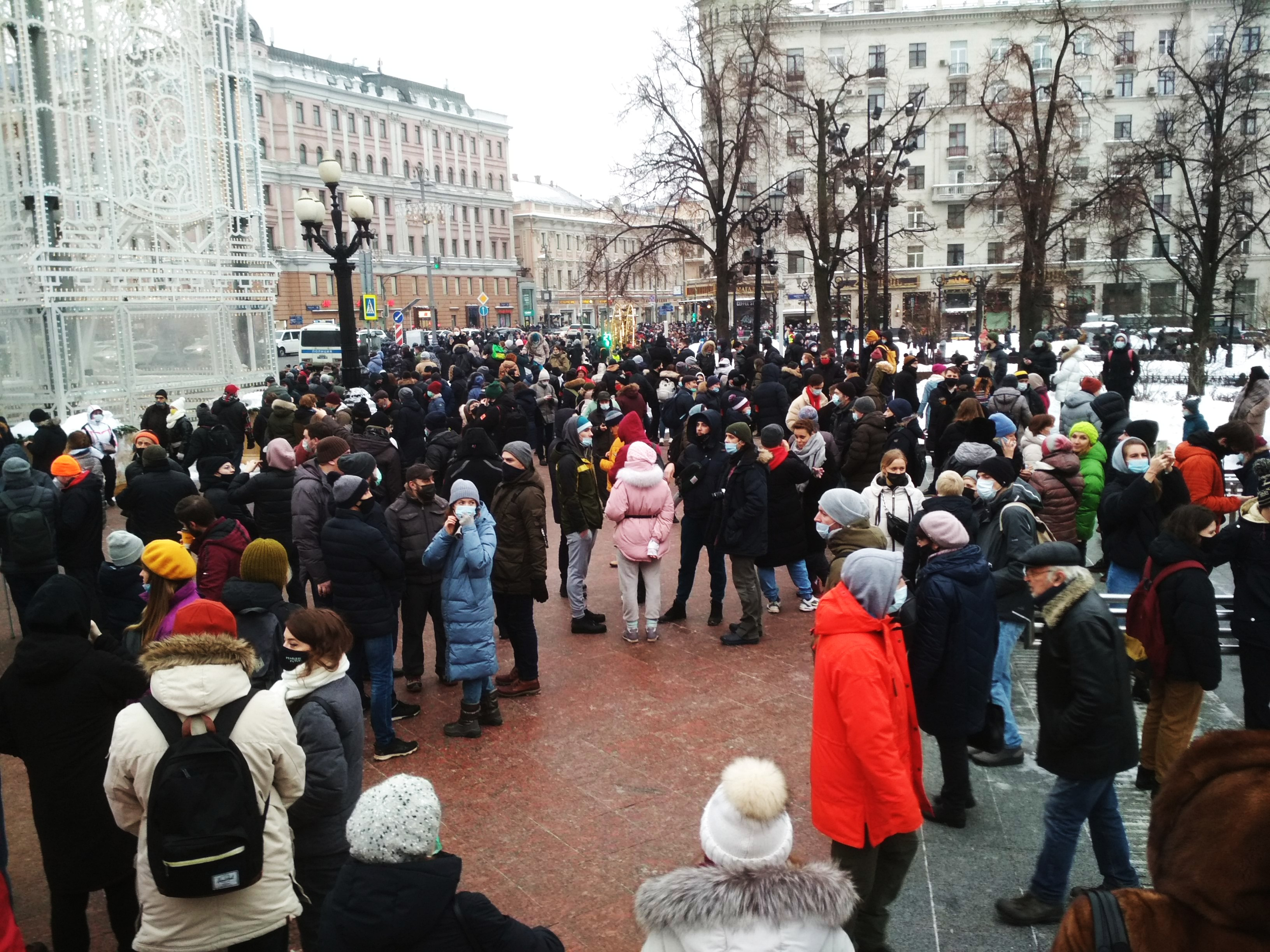
ساحة بوشكينسكايا
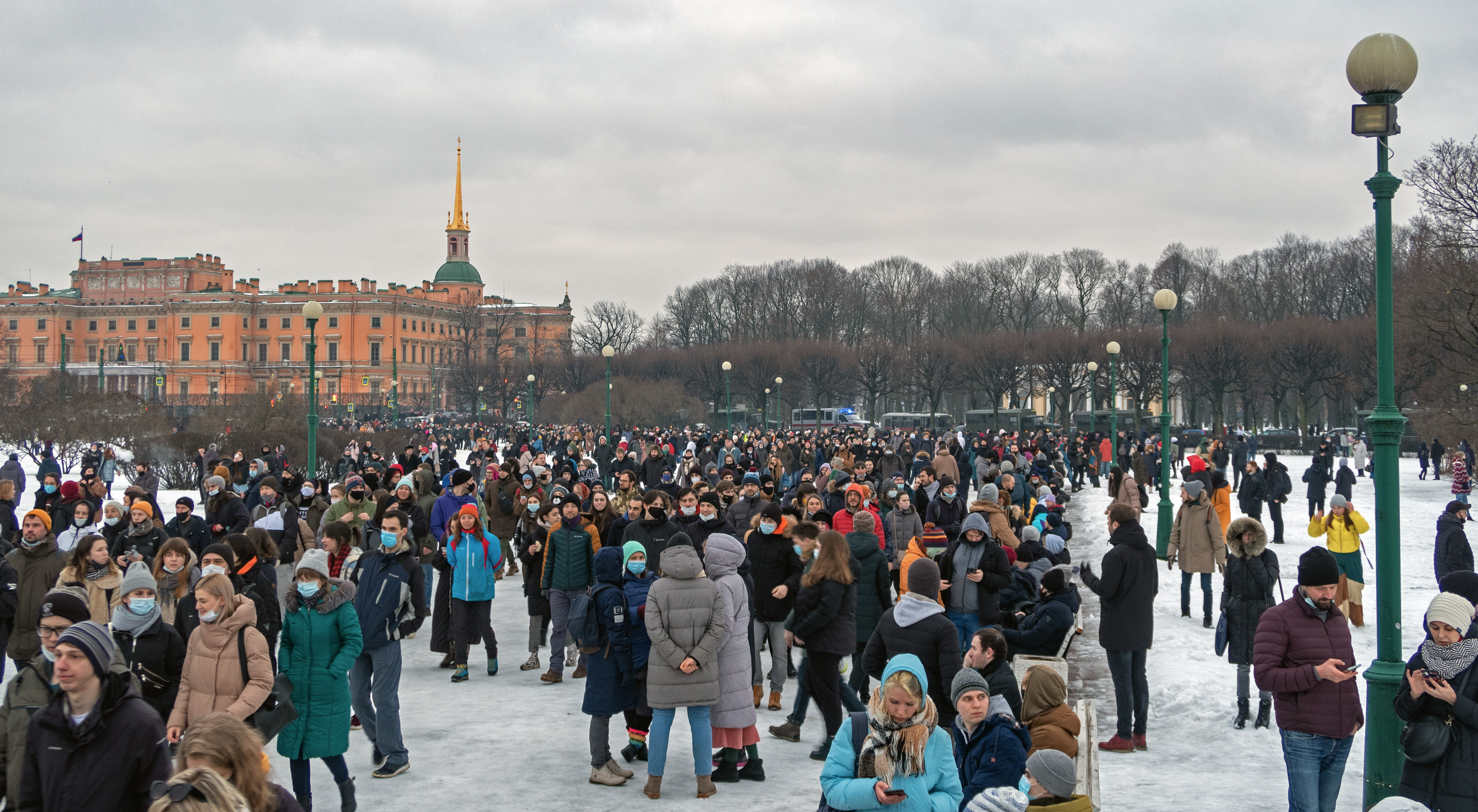
سان بطرسبرج
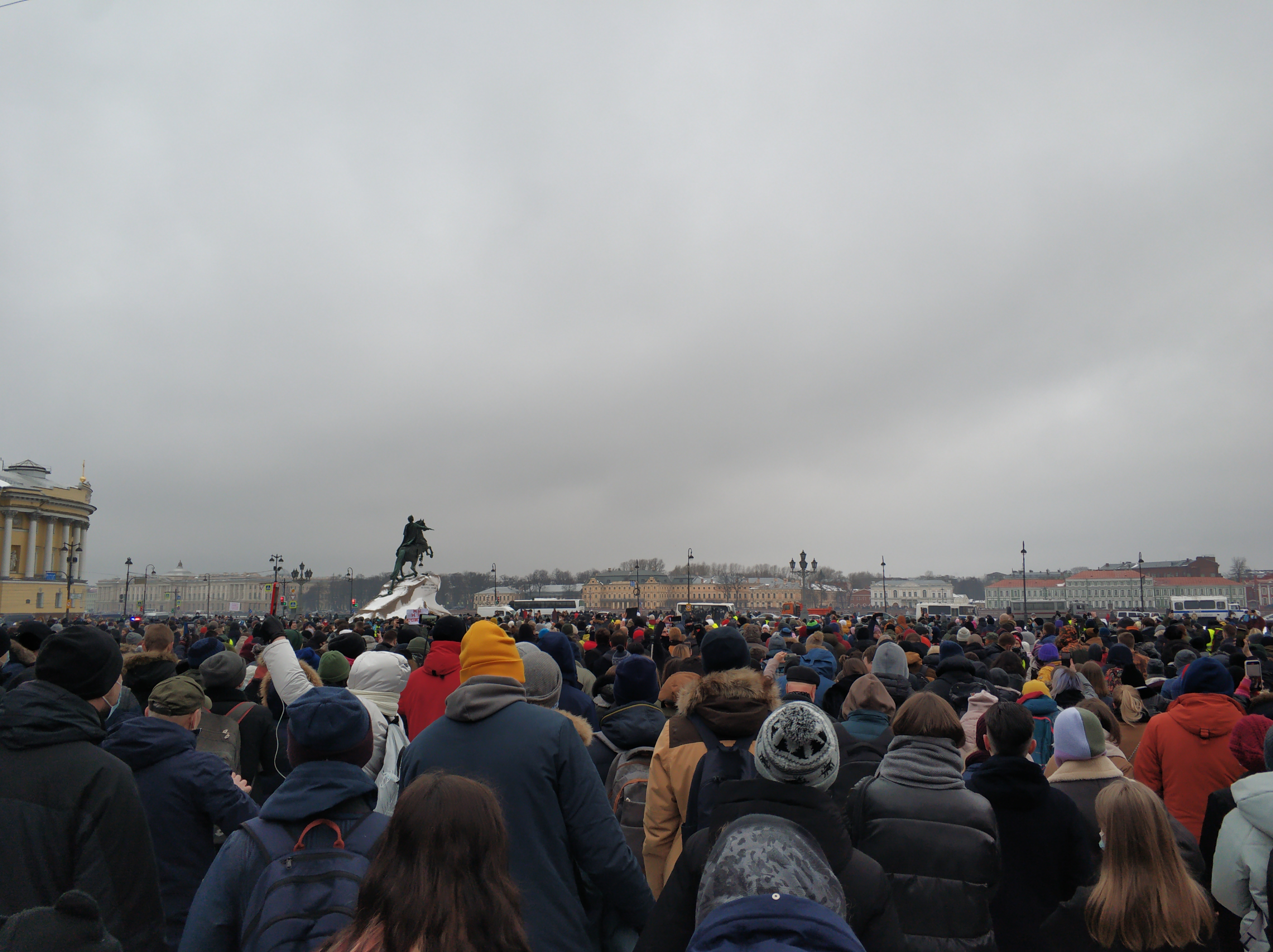
سان بطرسبرج
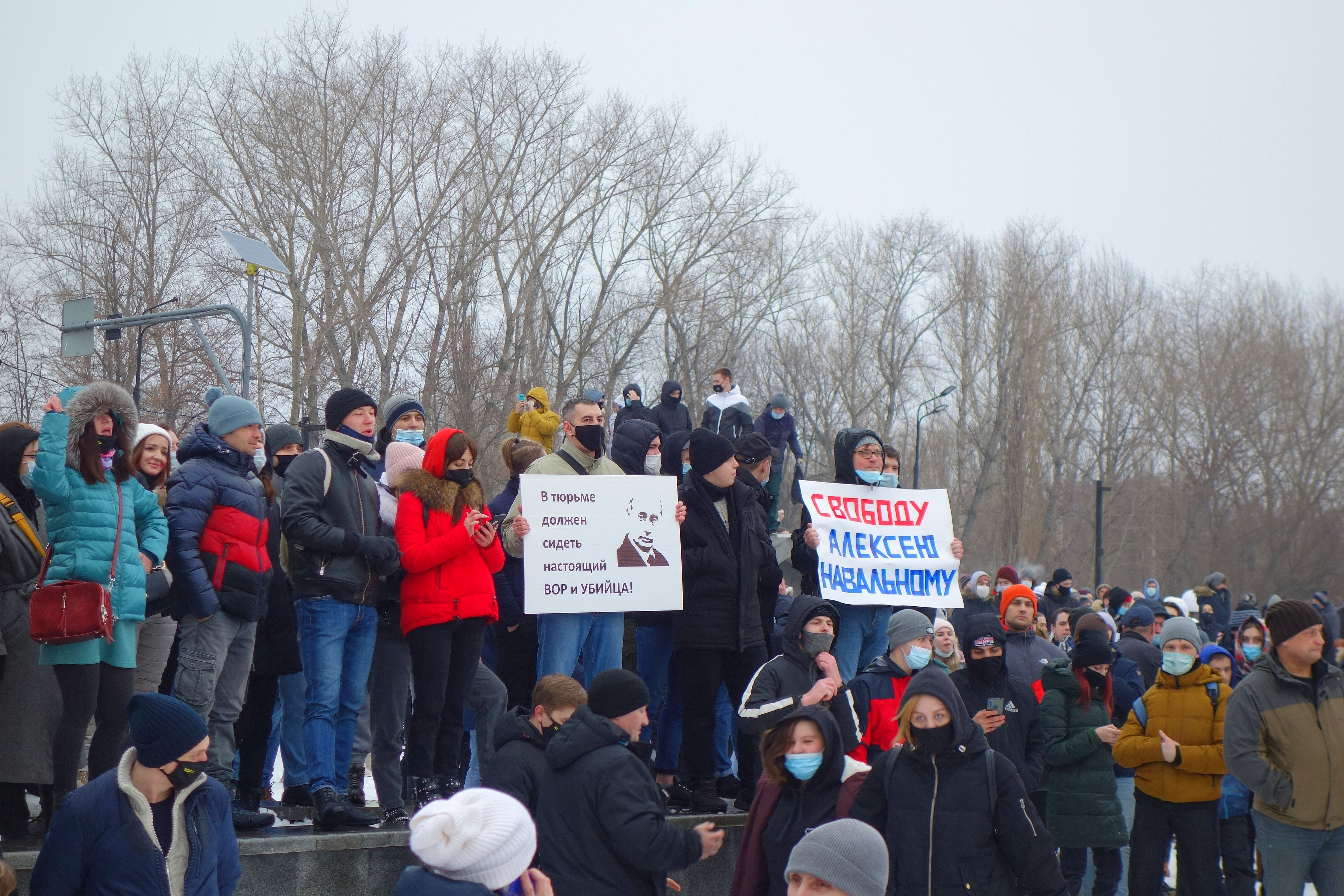
ليبيتسك
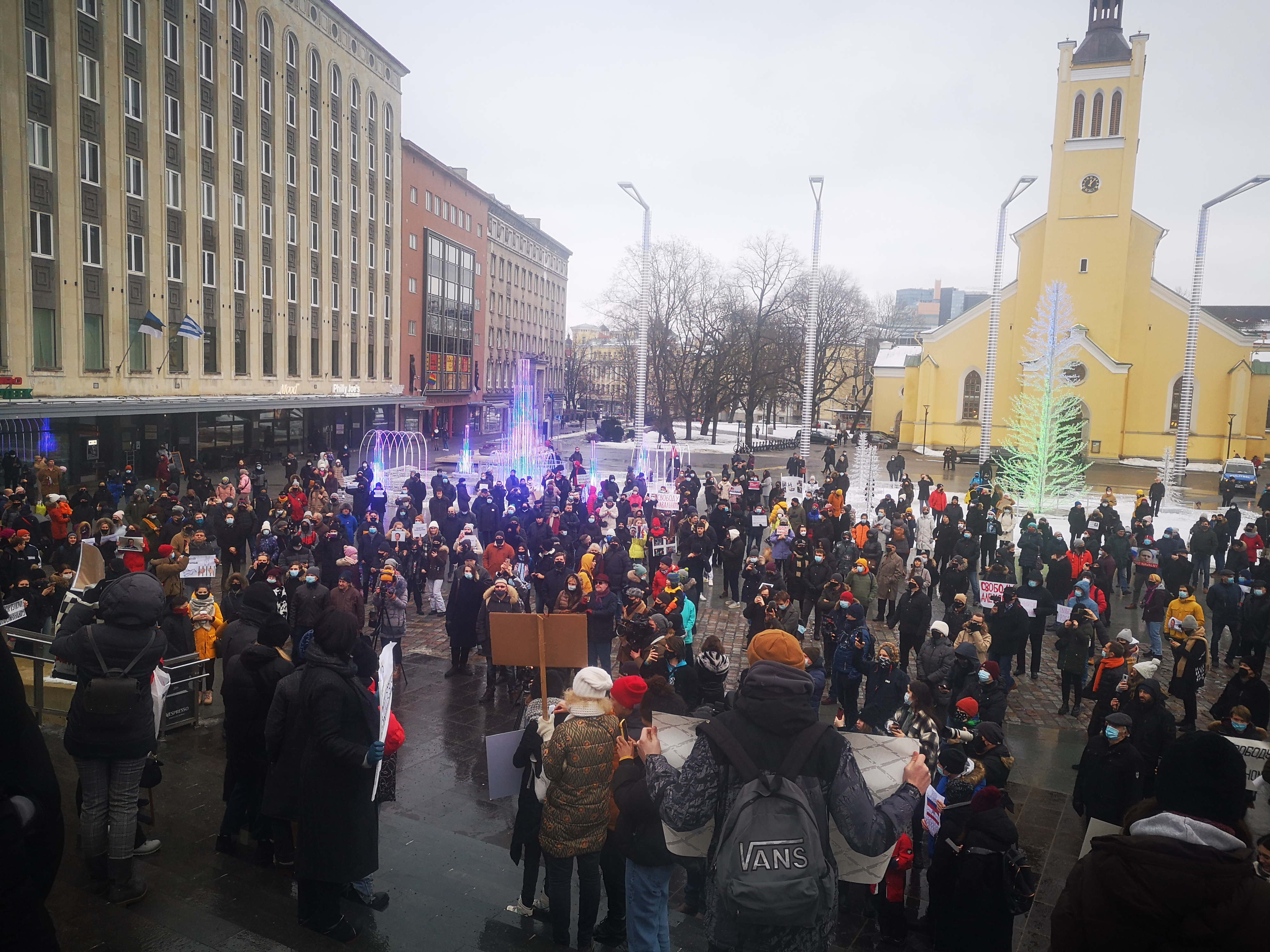
تالين
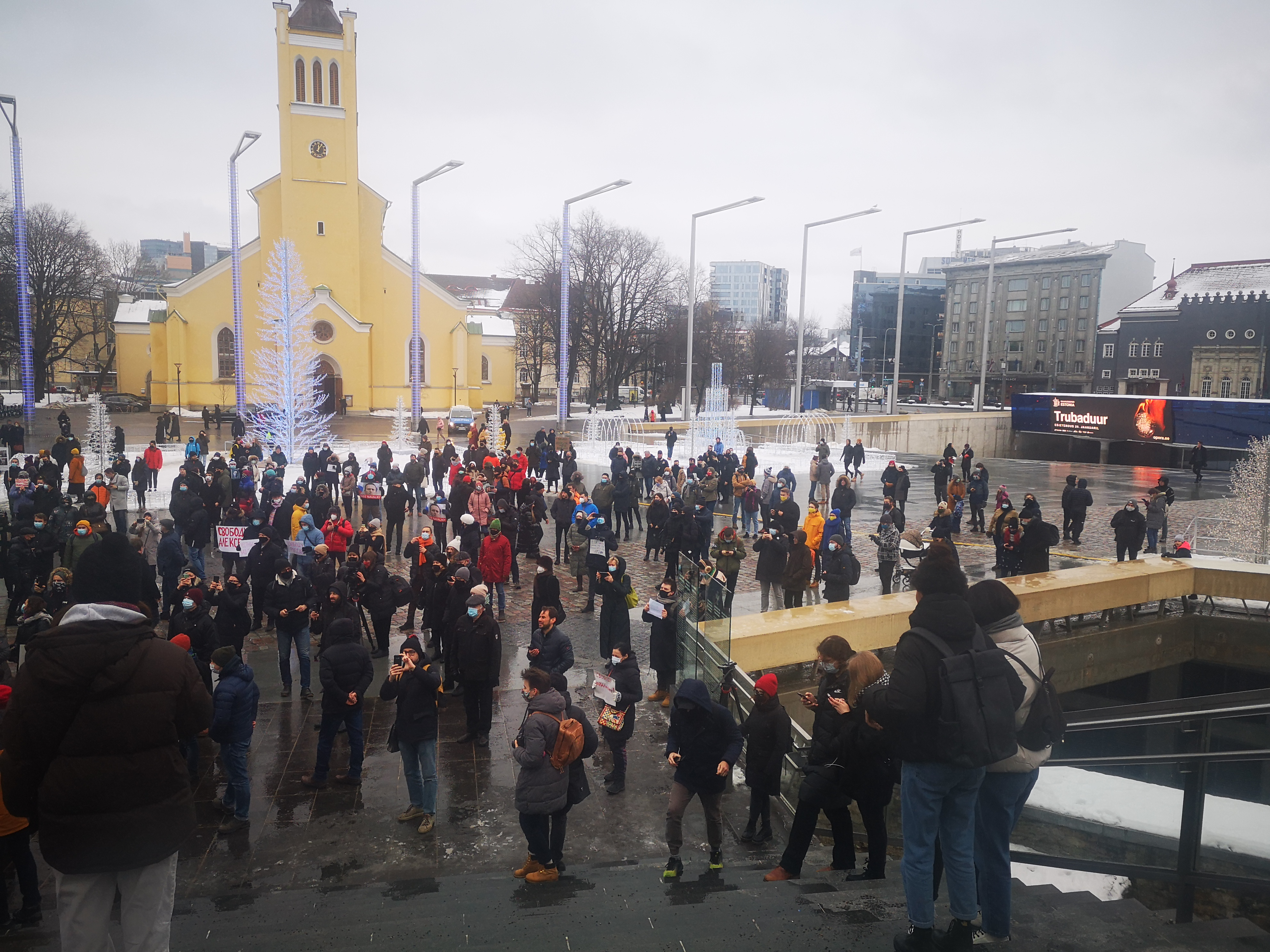
تالين